# Portada antifuracão

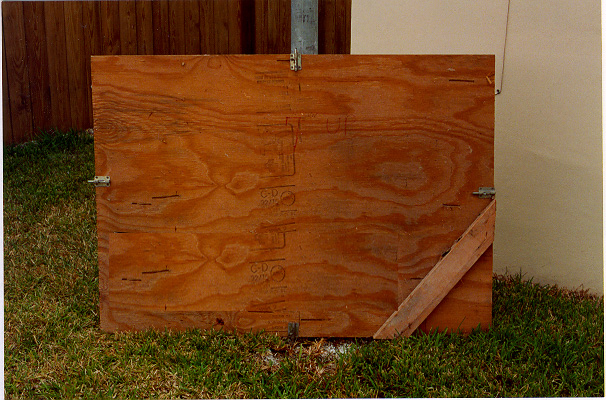
Uma portada antifuracão feita de contraplacado.

Portada antifuracão, também chamada persiana antifuracão, são portadas ou persianas utilizadas para proteger casas e outras estruturas de danos causados por tempestades. As portadas antifuracão são usadas para impedir que as janelas sejam quebradas por objectos durante uma tempestade. Embora a pressão negativa causada pela alta velocidade do vento fluindo através do telhado de uma construção possa causar a queda do telhado, enquanto a envolvente do edifício permanece intacta, as janelas quebradas permitem que a pressão atmosférica suba no interior do edifício, causando uma diferença de pressão ainda maior, e aumentando a probabilidade de queda do telhado.
As portadas são frequentemente construídas com aço ou alumínio, mas os proprietários das habitações por vezes preferem usar uma alternativas de baixo custo, como o contraplacado. As portadas são presas no exterior do edifício com parafusos, furacão clipes, ou um sistema de trilhos. Portadas mais sofisticadas podem ser motorizadas, e podem ser dobradas e escondidas não estão em uso.